# Nolan Allaer
Nolan Allaer (Grosse Pointe Woods, Michigan, 5 maart 2002) is een Amerikaans autocoureur.

## Carrière
Allaer begon zijn autosportcarrière in de Formula Continental en de Formule Ford in 2020 bij het team LTD Motorsports, waarin hij in beide klassen in de SCCA Great Lakes-divisie uitkwam. In de Formule Continental behaalde hij twee zeges en werd hij tweede in de eindstand, terwijl hij in de Formule Ford als achtste eindigde. In 2021 werd hij derde in de Formule Continental-klasse van de SCCA National Championship Runoffs.
In 2022 kwam Allaer voor het Team Pelfrey uit in de F1600 Championship Series. Hij won twee races op het Pittsburgh International Race Complex en het Summit Point Motorsports Park en behaalde daarnaast nog zeven podiumplaatsen. Met 647 punten werd hij vierde in het eindklassement. Verder nam hij deel aan de Formule Continental- en Formule Ford-klassen van de SCCA National Championship Runoffs, waarin hij respectievelijk eerste en derde werd.
In 2023 reed Allaer een volledig seizoen in de Britse Formule Ford voor het team Ammonite Motorsport. Hij kende een redelijk jaar, waarin vierde plaatsen op het Snetterton Motor Racing Circuit, Donington Park en het Knockhill Racing Circuit zijn beste klasseringen waren. Met 78 punten werd hij zesde in de eindstand. Tevens werd hij zestiende in het Formule Ford Festival en prolongeerde hij zijn titel in de Formule Continental-klasse van de SCCA National Championship Runoffs.
In 2024 stapt Allaer over naar de Indy NXT, waarin hij voor HMD Motorsports uitkomt.